# Utgivningsort
Utgivningsort betecknar vanligtvis den ort där en tidnings centralredaktion är belägen. Exempelvis är Stockholm utgivningsort för Dagens Nyheter och Göteborg utgivningsort för Göteborgs-Posten. Enligt Presstödsförordningen är en tidnings utgivningsort kommunen där huvudredaktionen ligger. Tidningens spridning på utgivningsorten påverkar vilket presstöd den kan få. 
Även förlagsort för en bok kan kallas för utgivningsort. 